# STVニュースTodayプラス1
『STVニュースTodayプラス1』（エス・ティー・ヴィー・ニュース・トゥディ・プラス・ワン）は、札幌テレビ放送（STV）にて1988年4月4日から1991年10月4日まで放送された、夕方のローカルニュース番組である（『NNNニュースプラス1』の北海道ローカル放送枠）。
この項目では、週末版として後に放送された『STVニュースプラス1』および『STVニュースプラス1サタデー・サンデー』についても詳述する。

## 概要
それまで夕方に放送されてきた『STVニュースToday』を、1988年4月4日に放送開始した『NNNニュースプラス1』に合わせる形でリニューアルして放送開始した。平日・土曜とも『ヤン坊マー坊天気予報』を内包していた。
『どさんこワイド120』が開始するため、1991年10月4日をもって終了し、土曜版は『STVニュースプラス1』に番組名を変更した。

## STVニュースプラス1
『STVニュースプラス1』（エス・ティー・ヴィー・ニュース・プラス・ワン）とは、札幌テレビ放送（STV）にて1991年10月12日から2006年4月1日まで放送された、土曜夕方および『どさんこワイド120』休止時の夕方のローカルニュース番組である（NNNニュースプラス1の北海道ローカル放送枠）。

### 概要
1991年10月12日、『どさんこワイド』開始により、前述の『STVニュースTodayプラス1』がこの番組名に改名されて放送開始した。本番組は土曜日の他に、『どさんこワイド』が休止になった時もこの番組名で放送された。
1996年4月からは『STV日曜夕刊』（NNN日曜夕刊の北海道ローカル放送枠）に代わり日曜版の『STVニュースプラス1サンデー』が設置され、土曜日も『STVニュースプラス1サタデー』に改名された。
『プラス1サンデー』は2000年9月24日をもって終了し、『THE独占サンデー』の北海道ローカル放送枠が引き継いだ。一方、『プラス1サタデー』も『NNNニュースプラス1』終了に合わせ2006年4月1日に終了した。

## キャスター
平日
| 期間      | 期間      | 男性（平日） | 男性（平日） | 女性      | 女性     | 土曜                                |
| 期間      | 期間      | 男性（平日） | 男性（平日） | 月 - 水曜 | 木・金曜 | 土曜                                |
| --------- | --------- | ------------ | ------------ | --------- | -------- | ----------------------------------- |
| 1988.4.4  |           | 辻秀邦       | 枝並国勝     | 片山雅子  | 高野美佐 | 笹原嘉弘、春日和彦などのうち、1人。 |
|           |           | 辻秀邦       | 枝並国勝     | 片山雅子  |          | 笹原嘉弘、春日和彦などのうち、1人。 |
|           | 1990.9.28 | 大澤宏一     | 大澤宏一     | 織田亮子  | 谷口祐子 | 笹原嘉弘、春日和彦などのうち、1人。 |
| 1990.10.1 | 1991.10.4 | 大澤宏一     | 大澤宏一     | 織田亮子  | 高野美佐 | 笹原嘉弘、春日和彦などのうち、1人。 |